# Eupithecia graslinaria
Eupithecia graslinaria là một loài bướm đêm trong họ Geometridae.